# ویلیام تی. میلر
ویلیام تی. میلر (انگلیسی: William T. Miller؛ زاده ۲۴ اوت ۱۹۱۱ درگذشته ۱۵ نوامبر ۱۹۹۸) یک دانشمند در زمینه شیمی اهل ایالات متحده آمریکا بود.